# Storbritannien ved vinter-PL 2018
Storbritannien deltog ved vinter-PL 2018 i Pyeongchang, Sydkorea i perioden 9.-.18. marts 2018.

## Medaljer
| 2018 Pyeongchang | Guld | Sølv | Bronze | Total |
| Storbritannien   | 1    | 4    | 2      | 7     |

### Medaljevindere
| Medalje | Navn                                    | Sport         | Event                                  | Dato      |
| ------- | --------------------------------------- | ------------- | -------------------------------------- | --------- |
| Guld    | Menna Fitzpatrick Guide: Jennifer Kehoe | Alpint skiløb | Kvindernes slalom, synshæmmet          | 17. marts |
| Sølv    | Millie Knight Guide: Brett Wild         | Alpint skiløb | Kvindernes styrtløb, synshæmmet        | 10. marts |
| Sølv    | Millie Knight Guide: Brett Wild         | Alpint skiløb | Kvindernes super-G, synshæmmet         | 11. marts |
| Sølv    | Menna Fitzpatrick Guide: Jennifer Kehoe | Alpint skiløb | Kvindernes superkombineret, synshæmmet | 13. marts |
| Sølv    | Menna Fitzpatrick Guide: Jennifer Kehoe | Alpint skiløb | Kvindernes storslalom, synshæmmet      | 14. marts |
| Bronze  | Menna Fitzpatrick Guide: Jennifer Kehoe | Alpint skiløb | Kvindernes super-G, synshæmmet         | 11. marts |
| Bronze  | Millie Knight Guide: Brett Wild         | Alpint skiløb | Kvindernes slalom, synshæmmet          | 17. marts |